# Osnangeles
Osnangeles è il primo romanzo di Francesco Mandelli, edito da Baldini & Castoldi nel 2014. 

## Contenuti
A fare da cornice narrativa ai racconti di cui si compone è l'ambientazione dei fatti, Osnago, dove l'autore ha trascorso l'infanzia. Il titolo del libro gioca sulla crasi tra i nomi di "Osnago" e "Los Angeles", luoghi lontani dal punto di vista geografico, culturale e demografico  ma accomunate, secondo il narratore, dalla possibilità che avrebbero gli abitanti delle due città di condurre vite simili.
(Francesco Mandelli, Osnangeles)

## Edizioni
- Francesco Mandelli, Osnangeles, Baldini & Castoldi, 2014,  p. 306.